# Манткава, Гиви Михайлович
Ги́ви Миха́йлович Мантка́ва (груз. გივი მიხეილის ძე მანტკავა; 1930—2003) — советский и российский художник, член Ассоциации изящных искусств ЮНЕСКО. Заслуженный художник РСФСР (1982).

## Биография
Родился 18 мая 1930 года в Тифлисе (ныне Тбилиси, Грузия). По окончании средней школы в 1948 году поступил в Тбилисскую академию художеств на театрально-декорационное отделение,  где его преподавателями были В. И. Шухаев и С. С. Кобуладзе. После выпуска в 1955 в течение года трудился ассистентом художника на киностудии «Грузия-фильм», а в 1956 году переехал в Южно-Сахалинск, где работал в художественно-производственных мастерских Сахалинского отделения Союза художников РСФСР, активно сотрудничал с региональной прессой и книжным издательством. В 1969 году был принят в члены Союза художников СССР. В 1978 году совершил поездку в Западную Европу, а в 1981 – в США. В 1982 году удостоен почётного звания заслуженный художник РСФСР. В 1989 году возглавил Сахалинскую организацию Союза художников РСФСР.
Умер 7 января 2003 года в Южно-Сахалинске. 18 мая 2005 года на доме по ул. Карла Маркса, где жил художник, установлена мемориальная доска, изготовленная скульптором В. Чеботарёвым.

## Творчество
В конце 1950-х увлёкся графикой и создал серию произведений «Сахалин в прошлом и настоящем». В начале 1960-х годов возглавил нонконформистское движение на Сахалине, отразившееся в символико-романтических композициях «Танец», «Восточный мотив», «Тойохара», «Друзья-товарищи», «Юкола». Однако в ходе кампании против «формализма», развернувшейся в СССР после посещения Н. С. Хрущёвым выставки в Манеже, был вынужден публично отказаться от дальнейших экспериментов в покаянной статье, опубликованной 12 мая 1963 года в местной молодёжной газете «Молодая гвардия».
1970-е годы стали для него наиболее плодотворными. Творчество этого периода характеризуется эмоционально-поэтической углублённостью, проявляющей черты романтизма. Является автором портретных композиций, автопортретов: «Рыбачка» (1972), «Портрет женщины» (1972), «Зеркало» (1973), «В мастерской скульптора»
(1974), «Зелёный абажур» (1975); тематических полотен, посвящённых истории Сахалина и его современному образу: «Нивхские лучники» (1973), «Сбор черноплодной рябины» (1975), «Боцман в отпуске» («На балконе», 1976), «Рыбаки прибрежного лова», (1976), «Рабочее море» (1979); декоративно-выразительных пейзажей и натюрмортов: «Сима сахалинская» (1973), «Осень. Октябрь» (1976), «Натюрморт. Юг – Северу» (1978), «Ранний снег» (1979), «Брусничные сопки» (1979); романтико-ностальгических пейзажных композиций: «На выпасе» (1976), «Высокие травы» (1977). 
Выполнил иллюстрации к книгам А. С. Ткаченко «Жизнь тревожит» (1960) и «Берег долгой зимы» (1966); В. Я. Канторовича «Сахалинская повесть» (1962); В. М. Санги «Солёные брызги» (1962); А. П. Цилина «У самой границы» (1964); Е. Д. Лебкова «Судьба тебя не спросит» (1980) и др.; к сказкам народов мира «Волшебная кисточка» (1975). 
Поздний творческий период с середины 1980-х годов отмечен поиском новых изобразительных средств, утверждением художественно-нравственных идеалов в искусстве: «Бухта Крабовая» (1984), «Мастер (Пиросмани) и Маргарита» (1988), «Автопортрет» (1991), «Мне приснился Саят-Нова» (1998), «Зонтики».
Постоянный участник городских, областных художественных выставок (1957–2003); шести зональных выставок «Советский Дальний Восток» и «Дальний Восток» (Хабаровск, 1964; Улан-Удэ, 1969; Владивосток, 1974; Чита, 1980; Якутск, 1990; Хабаровск, 1997); республиканских, региональных тематических выставок; в 1971 году в художественной выставке «Художники Урала, Сибири, Дальнего Востока» и в 1999 году во Всероссийской художественной выставке в г. Москва. Автор шести персональных выставок (1987, Тбилиси; 1990, 1991, 1995, 2000, 2005 (посмертная)). 
Работы хранятся в Красноярском художественном музее им. В. И. Сурикова, музее Тбилисской Академии художеств, Приморской картинной галерее г. Владивостока, Дальневосточном художественном музее г. Хабаровска, Сахалинских областных художественном и краеведческом музеях, а также в частных коллекциях России, Украины, Латвии, Франции, Грузии, Японии, Финляндии и Республики Корея.